# Plagiothecium monbuttoviae
Plagiothecium monbuttoviae är en bladmossart som beskrevs av Georg Friedrich von Jaeger 1878. Plagiothecium monbuttoviae ingår i släktet sidenmossor, och familjen Plagiotheciaceae. Inga underarter finns listade i Catalogue of Life.